# Tuburan (Basilan)
Tuburan é um município de  segunda classe de renda municipal (d) na província Basilan, nas Filipinas. De acordo com o censo de 1 de maio  de  2020 possui uma população de 24 742 pessoas e 4 012 domicílios.